# Flygdäck

Vinklat flygdäck på amerikanska hangarfartyg av Nimitz-klass.

Flygdäck är det däck på ett hangarfartyg och vissa amfibiefartyg som utgör ytan från vilken dess flygplan startar och landar, i huvudsak ett flygfält i miniatyr till sjöss. På mindre örlogsfartyg som inte har flyget som en huvuduppgift, som exempelvis jagare, fregatter och korvetter kallas landningsområdet för helikoptrar och andra VTOL-flygplan även flygdäck.